# TX-2
Il TX-2 era un computer sviluppato dai Lincoln Laboratory del MIT, il sistema era il successore del TX-0 e venne utilizzato per sviluppare sistemi legati all'intelligenza artificiale e all'interazione uomo-macchina.

## Descrizione
Il sistema era basato su transistor e disponeva di una memoria a nucleo magnetico di 64 000 parole da 36 bit. Il programma Sketchpad sviluppato da Ivan Sutherland venne sviluppato sul TX-2. Il sistema TX-2 divenne operativo nel 1958. La Digital Equipment Corporation sviluppò i suoi primi sistemi basandosi sui progetti del TX-0 e TX-2. Il computer TX-1 era stato progettato ma il progetto di base si rivelò troppo ambizioso e quindi venne abbandonato in favore di un progetto più semplice che portò al TX-2.